# Transpoziție Neber
Transpoziția Neber este o reacție organică de transpoziție prin care are loc transformarea unei cetoxime (plecând inițial de la o cetonă) la o alfa-aminocetonă.
O reacție secundară ce poate avea loc este transpoziția Beckmann a cetoximei.

## Mecanism de reacție
Oxima este convertită la un O-sulfonat (de exemplu, prin reacția cu clorura de tozil, se obține un tozilat). Prin adăugarea unei baze se formează un carbanion care substituie nucleofil grupa tozilat, obținându-se un intermediar de tip azirină. Prin reacția de hidroliză se obține aminocetona.